# Hacking jacket
Pour les articles homonymes, voir Jacket.

Le hacking jacket est un terme canadien qui désigne la veste d'équitation. Cette redingote est dotée d'une coupe cintrée, taille haute, longue fente dans le dos et poche à pattes en biais en sont les caractéristiques. Elle est l'un des prédécesseurs de l'actuelle veste de sport.